# بيغي كوب
بيغي كوب (بالإسبانية: Peggy Kopp Arenas) هي متسابقة ملكة الجمال ومحامية وعارضة فنزويلية، ولدت في 3 أبريل 1951 في كاراكاس في فنزويلا.